# پیوند عضو در اسرائیل
پیوند عضو در اسرائیل بر اساس دو قانون که در سال ۲۰۰۸ (میلادی) تصویب شد تأیید شده است. قوانین  پیوند عضو در اسرائیل مبتنی بر پیوند عضو در شریعت یهودی و پیرامون انتقال اعضای بدن است. میزان اهدا عضو در اسرائیل پایین‌تر از کشورهای غربی است.